# João Vitor Lima Gomes
João Vitor Lima Gomes, mais conhecido como João Vitor (Maceió, 1 de junho de 1988), é um futebolista brasileiro que atua como volante. Atualmente joga pelo Murici. 

## Carreira

### Palmeiras
Em outubro de 2011, devido a má fase vivida pelo time do Palmeiras, foi agredido pelo própria torcida organizada do clube em frente da loja oficial do Palmeiras.
No clássico contra o Corinthians, pela ultima rodada do Brasileirão de 2011 e que terminou em 0 a 0, o atacante Jorge Henrique imitou o chute no vácuo de Valdivia (expulso no segundo tempo) e irritou o volante Marcio Araújo, mas foi João Vitor que fez uma falta duríssima nele e a confusão aumentou. Depois da confusão, João Vitor e o rival Wallace foram expulsos. No total, Valdivia, Leandro Cástan, Wallace e João Vitor foram expulsos.
Em 2012, João Vítor voltou a conquistar espaço no elenco do Palmeiras. Foi titular da equipe campeã invicta da Copa do Brasil daquele ano, conquistada contra o Coritiba. Saiu ao final da temporada, que terminou com o descenso do clube.
Rumou para o Criciúma, onde disputou por dois anos o Campeonato Brasileiro da primeira divisão e foi campeão catarinense em 2013. No início de 2015 assinou com o Gaziantepspor Kulübü, da Turquia.

## Títulos
Palmeiras
- Copa do Brasil: 2012

Criciúma
- Campeonato Catarinense: 2013

Ponte Preta
- Campeonato Paulista do Interior: 2018